# Lieben (Film)
Lieben (Eigenschreibweise: lieben) ist ein deutscher Spielfilm aus dem Jahr 2006 von Rouven Blankenfeld.

## Handlung
Boris ist einsam. Als Flaschensortierer hat er zumindest vordergründig Anteil am gesellschaftlichen Leben. Zu Hause lebt er mit Leichen. Zumeist Junkie-Mädchen, die er auf der Straße aufsammelt, vorgibt ihnen zu helfen und in seiner Wohnung tötet, um sich dann an ihnen zu vergehen.
Eines seiner Opfer ist die junge Nike, deren Mutter Mariet nicht bereit ist, ihr verschwundenes Kind aufzugeben und sie verzweifelt sucht. Als sich Mariet und Boris in einer Drogenanlaufstelle begegnen, bietet er ihr seine Hilfe an. Mariet ahnt nicht, dass sie dabei ist, sich in den Mörder ihrer Tochter zu verlieben. Während sie ihn zu sich nach Hause einlädt, ist ihm bewusst, dass es sich bei Mariet um die Mutter seines Opfers handelt. Trotz der aufkeimenden Liebe kann er nicht von seiner Sucht lassen und bringt weiterhin junge Frauen um und vergeht sich in seiner Wohnung an ihnen. Erst als die Polizei Mariet Bilder von Verdächtigen vorlegt, auf denen auch Boris zu sehen ist, wird sie misstrauisch.
Als Mariet Boris’ Wohnung betritt, um ihn zur Rede zu stellen, findet sie auf seinem Bett die Leiche eines Mädchens. Sie bedroht ihn mit einer Waffe, kann ihn aber nicht töten. Verzweifelt richtet sie die Pistole gegen sich.

## Veröffentlichung
Premiere feierte der Film auf den Internationalen Hofer Filmtagen 2006. Im Jahr 2009 wurde der Film von dem Verleih epix in den deutschen Kinos gezeigt auf DVD mit dem Untertitel „Nur tot kann er dich lieben“ veröffentlicht. Beim ersten Heimspiel-Filmfest in Regensburg im Oktober 2009 lief der Film in der Sektion „special screenings“. Der Audiokommentar wird von Jörg Buttgereit und dem Regisseur Rouven Blankenfeld gesprochen.

## Kritik
„"lieben" ist ein Film über einen Menschen weit abseits der Norm, einer Kreatur voller Tragik, die doch nichts anderes als abstoßend ist. Independentkino mit Kanten und Ecken, das unter die Haut geht und nachhaltig im Gedächtnis haften bleibt.“

„Rouven Blankenfeld schuf mit "Lieben - Nur tot kann er dich lieben" (D, 2006) einen Nekrophilie-Schocker allererster Güte. Hart an der Geschmacksgrenze, aber hervorragend gespielt, atmosphärisch dicht und spannend.“